# Renčišov
Renčišov es un municipio del distrito de Sabinov en la región de Prešov, Eslovaquia, con una población estimada a final del año 2024 de 171 habitantes.
Se encuentra ubicado en el centro-oeste de la región, en el valle del río Torysa (cuenca hidrográfica del río Tisza).

## Demografía
| Año        | 1994 | 2004    | 2014    | 2024    |
| ---------- | ---- | ------- | ------- | ------- |
| Población  | 184  | 178     | 172     | 171     |
| Diferencia |      | −3,26 % | −3,37 % | −0,58 % |

| Año        | 2023 | 2024    |
| ---------- | ---- | ------- |
| Población  | 176  | 171     |
| Diferencia |      | −2,84 % |